# 沙勒 (姓氏)
沙勒 或者 夏勒（Schaller）可以指：

## 人物
- 奥利弗·沙勒（德語：Oliver Schaller，1994年8月15日－），瑞士男子羽毛球運動員。
- 尼克尔·沙勒（德語：Nicole Schaller，1993年5月10日－），瑞士女子羽毛球運動員。
- 乔治·夏勒（英語：George Beals Schaller，1933年－），美國動物學家、博物學家、環保主義者和作家。

|  | 本页或本分段罗列了姓氏为「沙勒 (姓氏)」的人物。 如果是一个指代特定个人的内链将您引导到本页，請考慮修正該人物的名字以將链接指向正確的條目。 |